# Phantom Dust
Phantom Dust è un videogioco sviluppato e pubblicato da Microsoft Game Studios nel 2004 per Xbox. Prodotto in Giappone e annunciato insieme a Blinx 2: Masters of Time and Space, è stato distribuito in America settentrionale da Majesco. Il gioco è stato creato da Yukio Futatsugi, celebre autore dei videogiochi appartenenti alla serie Panzer Dragoon.
Durante l'E3 2014 è stato annunciato un remake di Phantom Dust per Xbox One, previsto per il 2015 e con l'aggiunta di caratteristiche tipiche degli JRPG. In seguito alla chiusura di Darkside Game Studio che stava curando il progetto, Microsoft ha comunicato all'E3 2016 che effettuerà una conversione del gioco originale per Xbox One e Windows 10, pubblicata nel maggio 2017.

## Modalità di gioco
Phantom Dust è un videogioco d'azione che presenta elementi dei giochi di carte collezionabili. Il gioco prevede una modalità multigiocatore sia locale che via rete, tramite LAN o Xbox Live.